# Ngawang Tshülthrim
 (septembre 2018).
Si vous disposez d'ouvrages ou d'articles de référence ou si vous connaissez des sites web de qualité traitant du thème abordé ici, merci de compléter l'article en donnant les références utiles à sa vérifiabilité et en les liant à la section « Notes et références ».
Ngawang Tshülthrim (tibétain : ངག་དབང་ཚུལ་ཁྲིམས, Wylie : ngag dbang tshul khrims ; chinois : 阿旺楚臣) né en 1721 et mort en 1791 est un régent du Tibet sous la tutelle de la Dynastie Qing, il dirige sous le règne de l'Empereur Qianlong, de 1777 à 1786. Il règne également pendant que Jamphel Gyatso porte le titre de dalaï-lama. Il sera remplacé au poste de régent par Yeshe Lobsang Tenpai Gonpo, si bien que le jeune dalaï-lama n'a jamais eu le pouvoir.